# Jintai
Jintai är ett stadsdistrikt i Baoji i Shaanxi-provinsen i norra Kina.